# Scott Glennie
Scott Glennie (né le 22 février 1991 à Oakville, Ontario au Canada) est un joueur professionnel canadien de hockey sur glace.

## Carrière de joueur
Choix de première ronde des Stars de Dallas lors du repêchage de la Ligue nationale de hockey de 2009. Il a joué deux saisons avec les Wheat Kings de Brandon de la Ligue de hockey de l'Ouest. Il participe avec l'équipe LHOu à la Super Serie Subway en 2009 et 2010.

## Statistiques
Pour les significations des abréviations, voir Statistiques du hockey sur glace.
| Saison    | Équipe                 | Ligue          |    | Saison régulière | Saison régulière | Saison régulière | Saison régulière | Saison régulière |   | Séries éliminatoires | Séries éliminatoires | Séries éliminatoires | Séries éliminatoires | Séries éliminatoires |
| Saison    | Équipe                 | Ligue          | PJ | B                | A                | Pts              | Pun              | PJ               | B | A                    | Pts                  | Pun                  |                      |                      |
| 2007-2008 | Wheat Kings de Brandon | LHOu           | 61 | 26               | 32               | 58               | 50               | 6                | 1 | 0                    | 1                    | 7                    |                      |                      |
| 2008-2009 | Wheat Kings de Brandon | LHOu           | 55 | 28               | 42               | 70               | 25               | 12               | 3 | 15                   | 18                   | 11                   |                      |                      |
| 2009-2010 | Wheat Kings de Brandon | LHOu           | 66 | 32               | 57               | 89               | 50               | 15               | 3 | 7                    | 10                   | 14                   |                      |                      |
| 2010      | Wheat Kings de Brandon | Coupe Memorial | -  | -                | -                | -                | -                | 5                | 0 | 4                    | 4                    | 2                    |                      |                      |
| 2010-2011 | Wheat Kings de Brandon | LHOu           | 70 | 35               | 56               | 91               | 58               | 6                | 3 | 7                    | 10                   | 6                    |                      |                      |
| 2010-2011 | Stars du Texas         | LAH            | 4  | 0                | 0                | 0                | 2                | 6                | 1 | 0                    | 1                    | 2                    |                      |                      |
| 2011-2012 | Stars du Texas         | LAH            | 70 | 12               | 25               | 37               | 26               | -                | - | -                    | -                    | -                    |                      |                      |
| 2011-2012 | Stars de Dallas        | LNH            | 1  | 0                | 0                | 0                | 2                | -                | - | -                    | -                    | -                    |                      |                      |
| 2012-2013 | Stars du Texas         | LAH            | 37 | 5                | 9                | 14               | 10               | 9                | 0 | 0                    | 0                    | 8                    |                      |                      |
| 2013-2014 | Stars du Texas         | LAH            | 50 | 15               | 13               | 28               | 14               | 20               | 6 | 4                    | 10                   | 18                   |                      |                      |
| 2014-2015 | Stars du Texas         | LAH            | 69 | 14               | 25               | 39               | 47               | 3                | 1 | 0                    | 1                    | 0                    |                      |                      |
| 2016-2017 | Moose du Manitoba      | LAH            | 45 | 7                | 13               | 20               | 34               | -                | - | -                    | -                    | -                    |                      |                      |